# Ivanci, Volodîmîreț
Ivanci (în ucraineană Іванчі) este un sat în comuna Polîți din raionul Volodîmîreț, regiunea Rivne, Ucraina.

## Demografie
Componența lingvistică a localității Ivanci
     Ucraineană (98,57%)
     Rusă (1,23%)
     Alte limbi (0,1%)
Conform recensământului din 2001, majoritatea populației localității Ivanci era vorbitoare de ucraineană (98,57%), existând în minoritate și vorbitori de rusă (1,23%).